# 122 mm M1931 (A-19)
Il cannone da 122 mm M1931 (A-19) (in russo: 122-мм корпусная пушка обр. 1931 г. (А-19)) era un cannone da campagna sovietico, sviluppato tra la fine degli anni venti ed i primi anni trenta. Venne impiegato nell'Armata Rossa nella Grande Guerra Patriottica. Nel 1939 il cannone venne affiancato dalla versione migliorata 122 mm M1931/37 (A-19). Pezzi di preda bellica vennero usati anche dalla Wehrmacht e dall'Esercito finlandese.

## Storia

### Sviluppo
Dalla fine degli anni venti l'Armata Rossa cercò di aggiornare i suoi pezzi risalenti all'epoca zarista. Nel gennaio 1927 il GRAU iniziò lo sviluppo di un nuovo pezzo di artiglieria in calibro 122 mm per l'artiglieria di corpo d'armata. Lo sviluppo venne assegnato al bureau di progettazione del GRAU, guidato da Frantz Lender fino alla sua morte in settembre 1927, e da giugno 1929 al bureau di progettazione dell'All-Union Ordnance Trust, con l'assistenza dei progettisti del GRAU.
Il 17 giugno 1929, un prototipo e la relativa documentazione tecnica venne ordinato alle Officine Motovilicha. Il pezzo fu testato da ottobre 1931, con due canne di differente costruzione, entrambe con freno di bocca. A maggio del 1932 il pezzo venne inviato all'Impianto N. 38 per incorporare i miglioramenti e ricevette la designazione di fabbrica A-19. Nel 1933 vennero ordinati altri tre prototipi alla Fabbrica Barrikadij di Stalingrado, completati in marzo 1935. Il cannone venne testato nuovamente a novembre del 1935. Superati con successo questi test, il pezzo venne adottato dall'Armata Rossa il 13 marzo 1936 come cannone di corpo d'armata 122 mm M1931 (A-19).

### Produzione
Il M1931 fu prodotto dal 1935 al 1939. Venne gradualmente migliorato fino al 1937, cosicché gli ultimi pezzi prodotti differivano sensibilmente dai primi. Nel 1939 il pezzo fu rimpiazzato sulle linee di produzione dalla variante migliorata M1931/37, che combinava la canna del M1931 con l'affusto dell'obice da 152 mm M1937. Il numero totale di M1931 prodotti è sconosciuto, ma stimato in 450-500 pezzi.
| Produzione del M1931 |      |      |      |      |                        |
| Anno                 | 1935 | 1936 | 1937 | 1938 | 1939                   |
| Pezzi prodotti       | 30   | 91   | 78   | 150  | 256 (inclusi M1931/37) |

### Organizzazione ed impiego operativo
Entrambe le varianti del cannone, la M1931 e la M1931/37, avevano lo stesso ruolo nell'organizzazione dell'esercito, erano spesso usati insieme nella stessa unità ed i rapporti dal fronte raramente distinguevano l'uno dall'altro. Di conseguenza le informazioni relative ad organizzazione ed impiego si riferiscono indifferentemente ai due tipi, se non altrimenti specificato.

#### Armata Rossa
L'A-19 era originariamente destinato all'artiglieria di corpo d'armata, insieme al 152 mm M1910/37 ML-20. Nel 1941 esistevano tre diversi organigrammi per i reggimenti di artiglieria di corpo d'armata:
- due battaglioni da 152 mm M1937 (24 pezzi) ed un battaglione da 107 mm M1910/30 (12 pezzi),
- due battaglioni da 152 mm M1937 (24 pezzi) e due battaglioni da 122 mm o da 107 (24 pezzi),
- tre battaglioni da 152 mm M1937 (36 pezzi).

In settembre 1941 i corpi d'armata di fucilieri (fanteria) vennero sciolti e di conseguenza l'artiglieria di corpo d'armata cessò di esistere. I cannoni da 107 mm vennero quindi trasferiti alle unità della Riserva del Comando Generale, in reggimenti da 12, 18 o 24 pezzi o brigate da 36 pezzi. Quando nel 1943 il livello di corpo d'armata venne reintrodotto, i nuovi reggimenti di artiglieria di corpo d'armata schieravano 16-20 pezzi, che oltre al 122 mm includevano cannoni da 107 mm e obici da 152 mm. Al 1 giugno 1944 i corpi dell'Armata Rossa possedevano 387 A-19 (insieme a 750 pezzi da 107 mm e 152 mm), diventati 289 il 1 maggio 1945 (con 750 pezzi da 100 mm, 107 mm e 152 mm). Alcuni 122 mm vennero anche usati da unità di artiglieria della Riserva del Comando Generale (RVGK). A metà del 1941 un reggimento cannoni della RVGK allineava 48 A-19; in autunno 1941 l'unità venne riorganizzata in un nuovo, più piccolo reggimento da 18 pezzi. Dal 1942 vennero introdotte le brigate cannoni, con 36 A-19 ciascuna. Queste unità potevano essere parte di una divisione di artiglieria, un'enorme formazione con oltre 4 brigate di A-19 o ML-20 (con oltre 144 pezzi).
Il primo impiego operativo dell'A-19 avvenne nella battaglia di Khalkhin Gol, poi nella guerra d'inverno. Il 1 marzo 1940 c'erano al fronte 130 A-19, dei quali tre andarono perduti. A giugno 1941 l'Armata Rossa possedeva, secondo diverse fonti da 1.257 a 1.300 pezzi da 122 mm, che vennero usati per tutta la durata della Grande Guerra Patriottica.
L'A-19 era usato principalmente per il fuoco indiretto contro le fanterie nemiche, fortificazioni e punti chiave subito dietro le linee. Esso era dotato anche di munizioni perforanti per il fuoco diretto contro mezzi corazzati ed anche se penalizzato dalle sue dimensioni, dalla ridotta velocità di brandeggio e dalla bassa cadenza di tiro, nel 1943 esso era uno dei pochi cannoni efficaci contro i nuovi carri armati tedeschi.

#### Altri utilizzatori
Nelle prime fasi della Grande Guerra Patriottica centinaia di A-19 caddero nelle mani della Wehrmacht. Entrambe le versioni vennero immesse in servizio: il M1931 come 12,2 cm K 390/1(r) ed il M1931/37 come 12,2 cm K 390/2(r). I tedeschi utilizzarono in totale 424 di questi cannoni, sia come artiglieria da campagna che costiera, e ne misero in produzione le munizioni.
L'Esercito finlandese catturò 25 pezzi nel 1941 e li immise in servizio, con la denominazione 122 K/31 applicata indifferentemente ad entrambe le versioni. A causa della carenza di trattori d'artiglieria, essi vennero assegnati prevalentemente all'artiglieria costiera. Quattro pezzi andarono perduti; i rimanenti restarono in servizio anche dopo la guerra. Negli anni ottanta su alcuni pezzi le canne da 122 furono sostituite con quelle del ML-20; il pezzo risultante venne denominato 152 H 37-31. Alla fine dello stesso decennio tutti questi pezzi ed i rimanenti 122 K/31 ricevettero una nuova canna da 152 mm L/32 realizzata dalla Vammas, venendo ridenominati 152 H 88-31. Solo nel 2007 l'Esercito finlandese ha iniziato il ritiro dal servizio di questi pezzi

## Tecnica
Contrariamente ai cannoni della prima guerra mondiale, il M1931 aveva un affusto scudato a code divaricabili, che consentiva un maggiore angolo di brandeggio. L'assale era dotato di sospensioni a balestra e ruote metalliche a 10 raggi, dotate di pneumatici. L'affusto era dotato di equilibratore a molla.
La canna era formata da un'anima interna ed una camiciatura esterna ed era avvitata alla culatta. Le prime canne prodotte erano del tipo composito, che dal 1936 vennero sostituite nelle linee di produzione da canne incamiciate. L'otturatore era del tipo a vite interrotta, ripresa da quella del 152 mm M1910/37 ML-20. Diversamente dai primi prototipi, le canne di serie non avevano il freno di bocca. Il sistema di rinculo consisteva di un freno di sparo idraulico e di recuperatore idropneumatico, entrambi posti dentro la culla sotto la canna.
Inizialmente venne considerata la scomposizione per il trasporto, rimuovendo la canna dall'affusto e trasportandola su uno speciale carrello. Tuttavia, dopo le prove sul campo, si optò per il traino come pezzo completo. Per il traino veniva agganciato all'avantreno del pezzo sperimentale 152 mm ML-15. Diversi tipi di trattori d'artiglieria furono impiegati per il traino: S-2 Stalinets-2, Komintern e, dal 1943, YA-12.

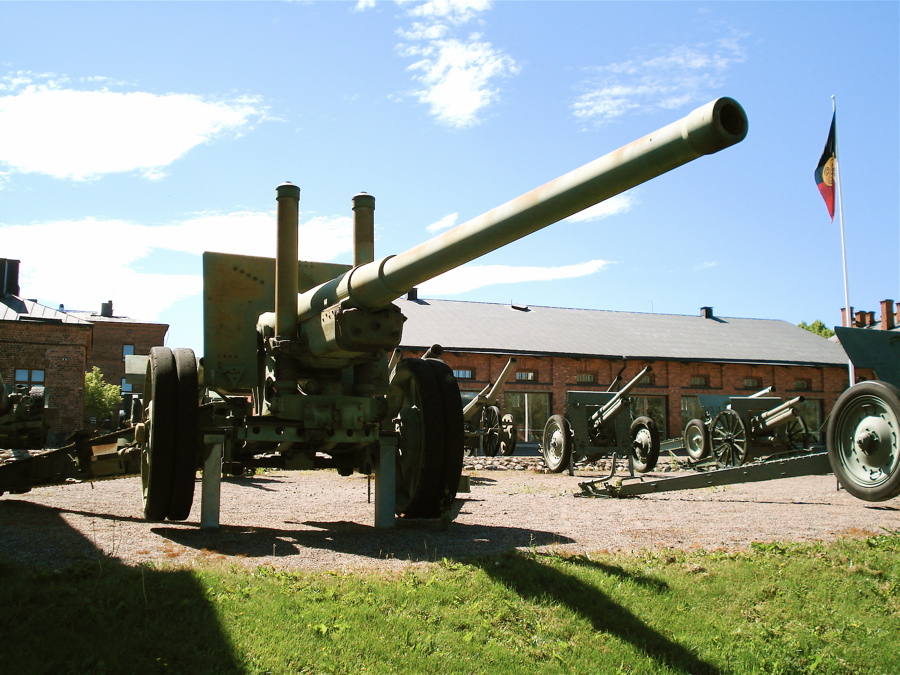
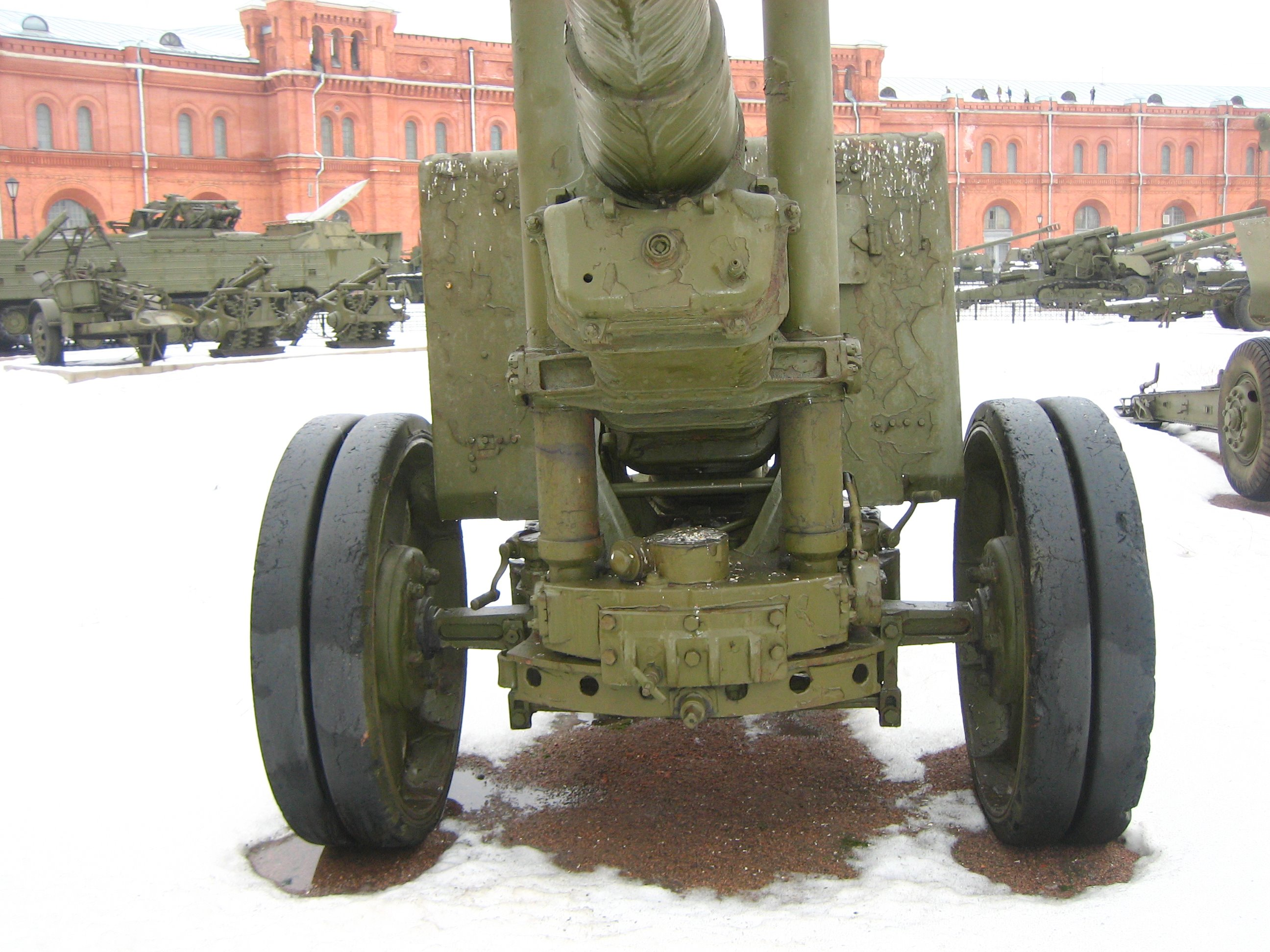
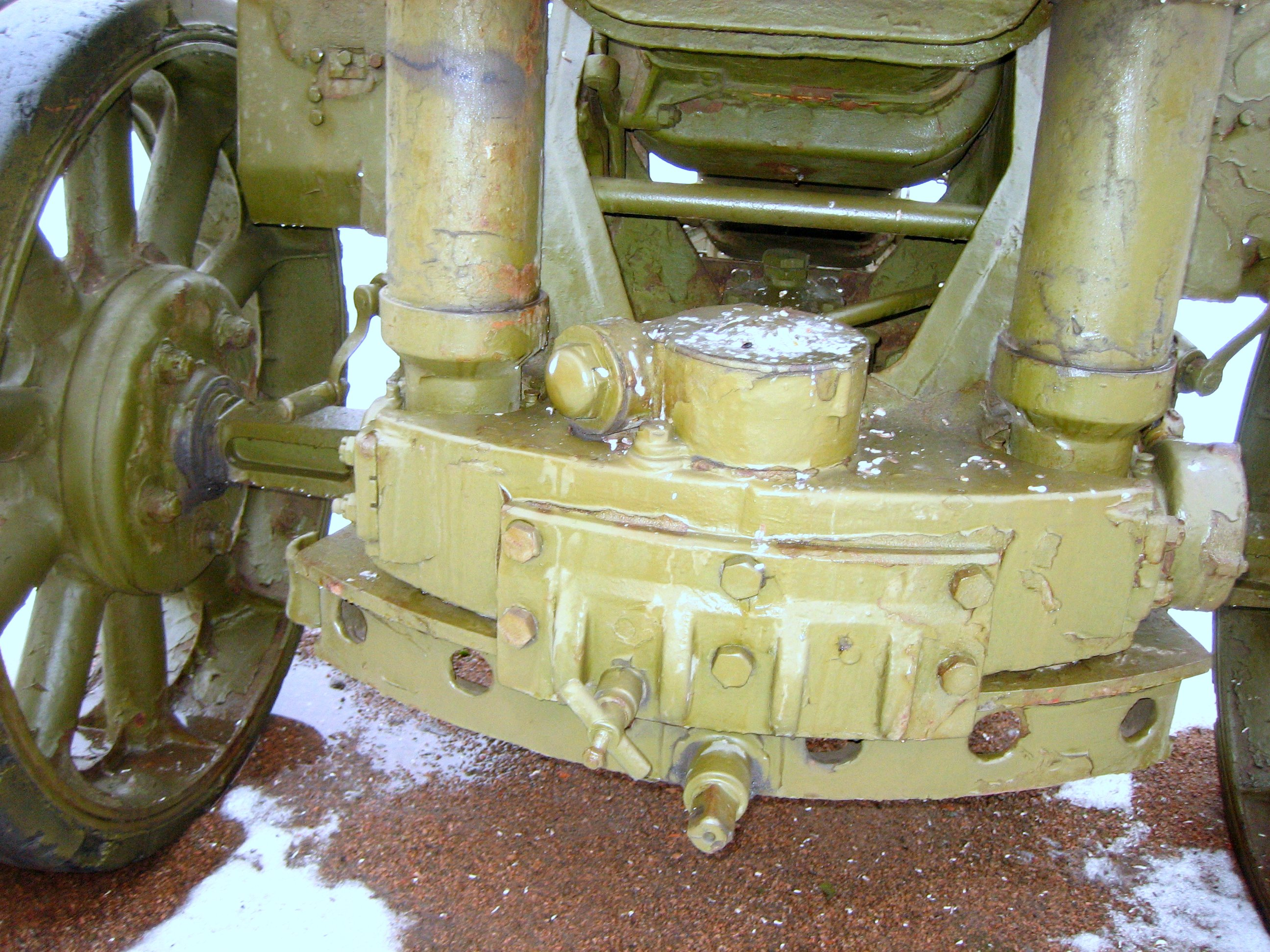
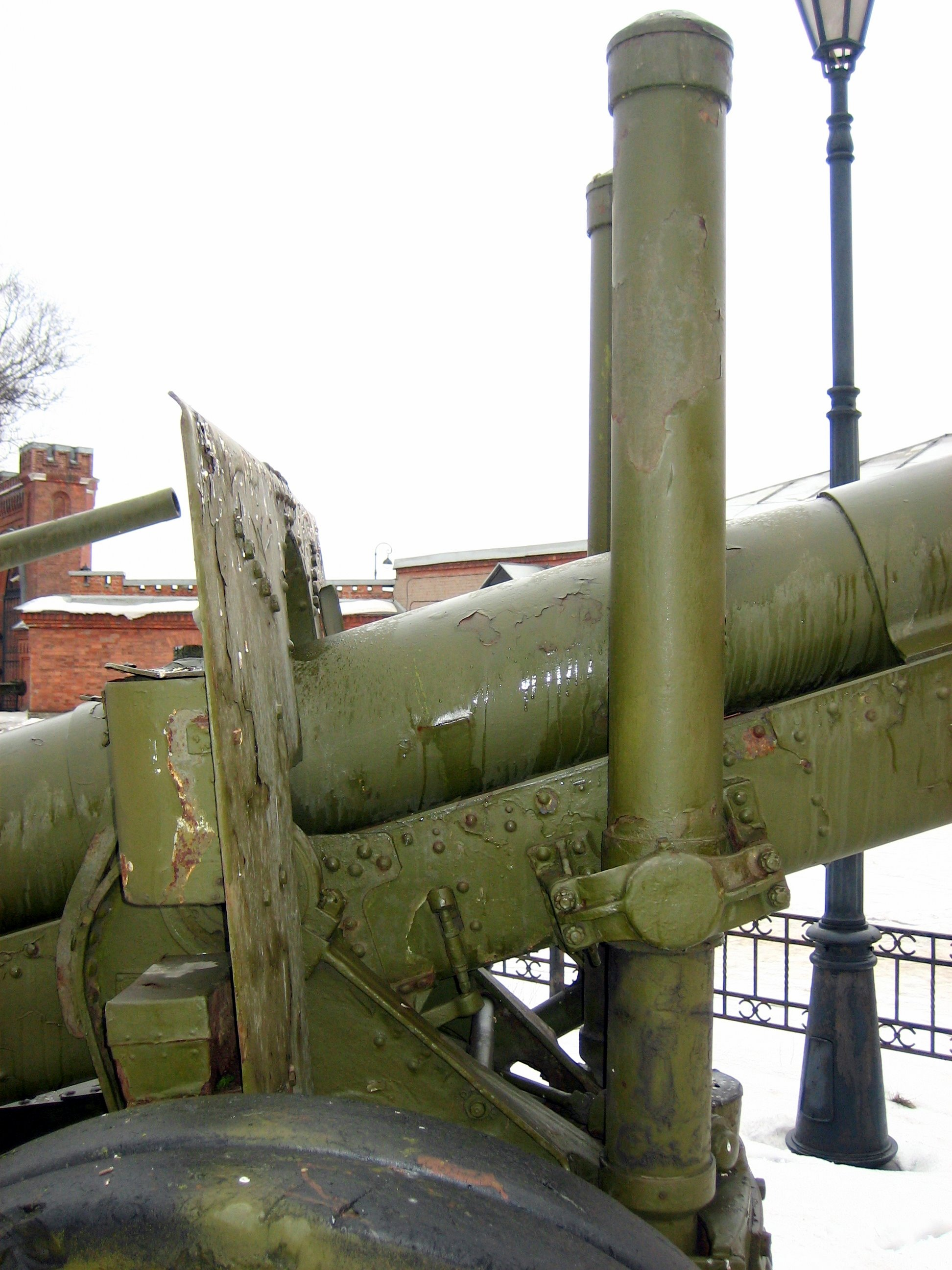
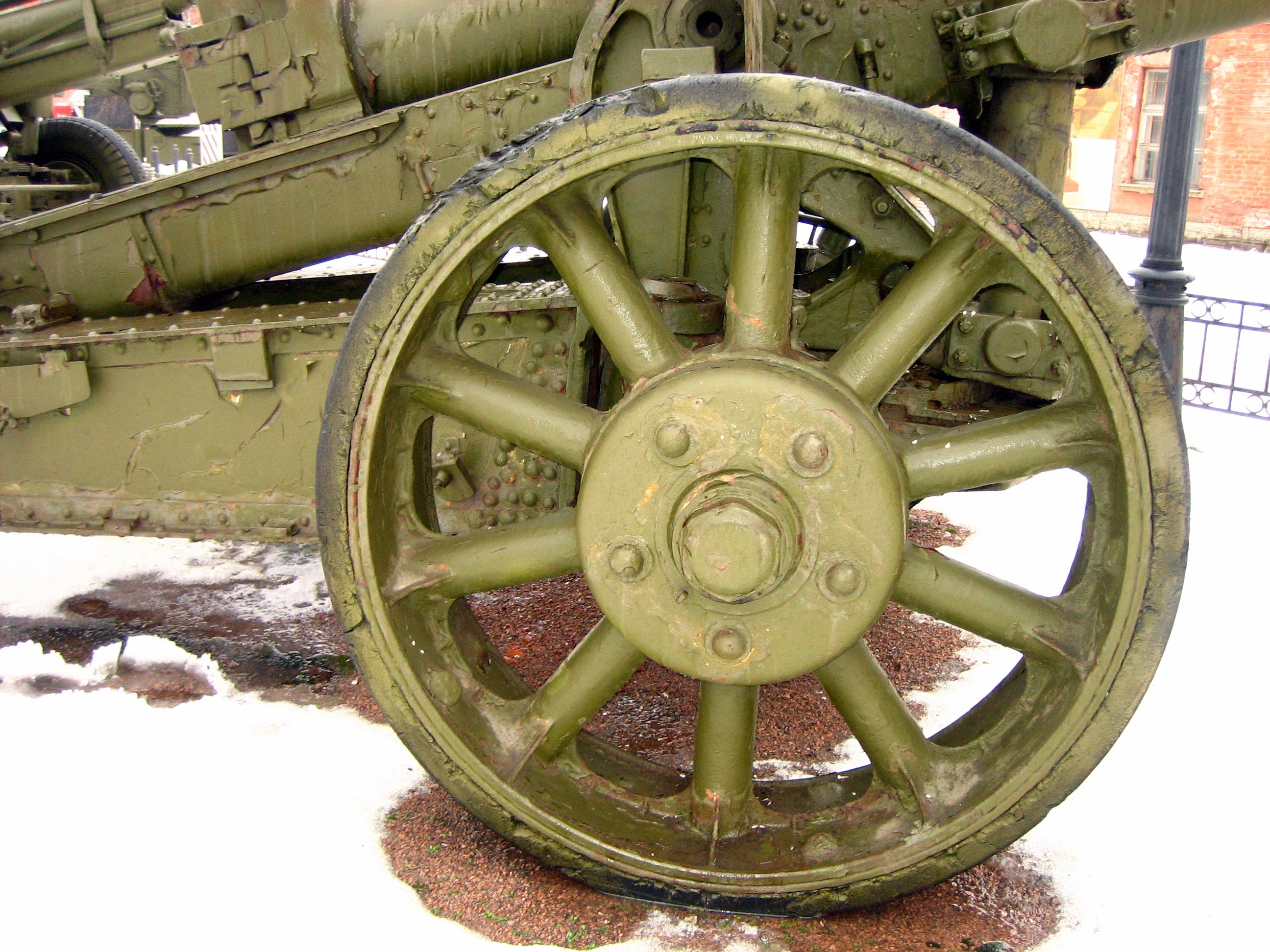
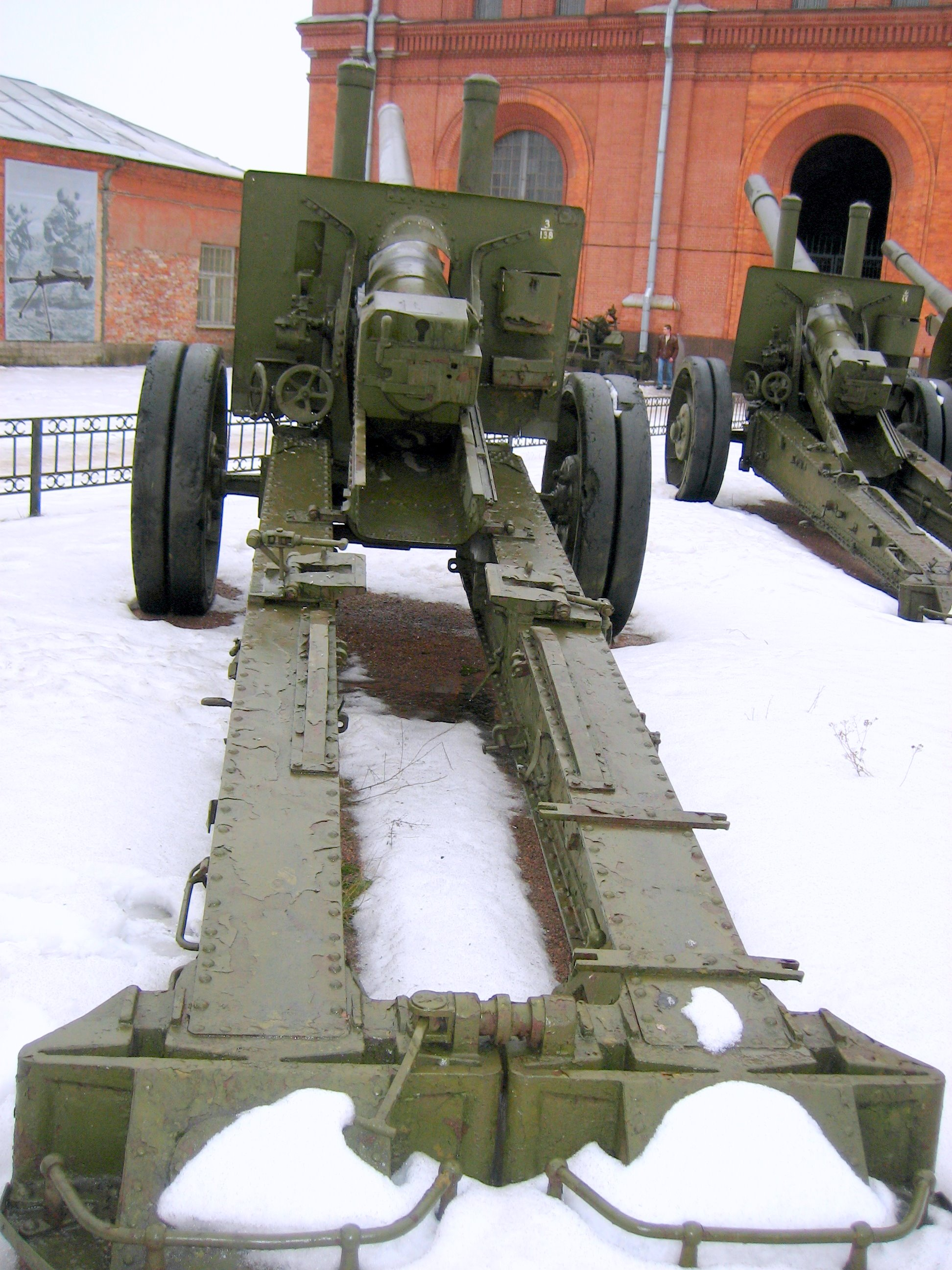
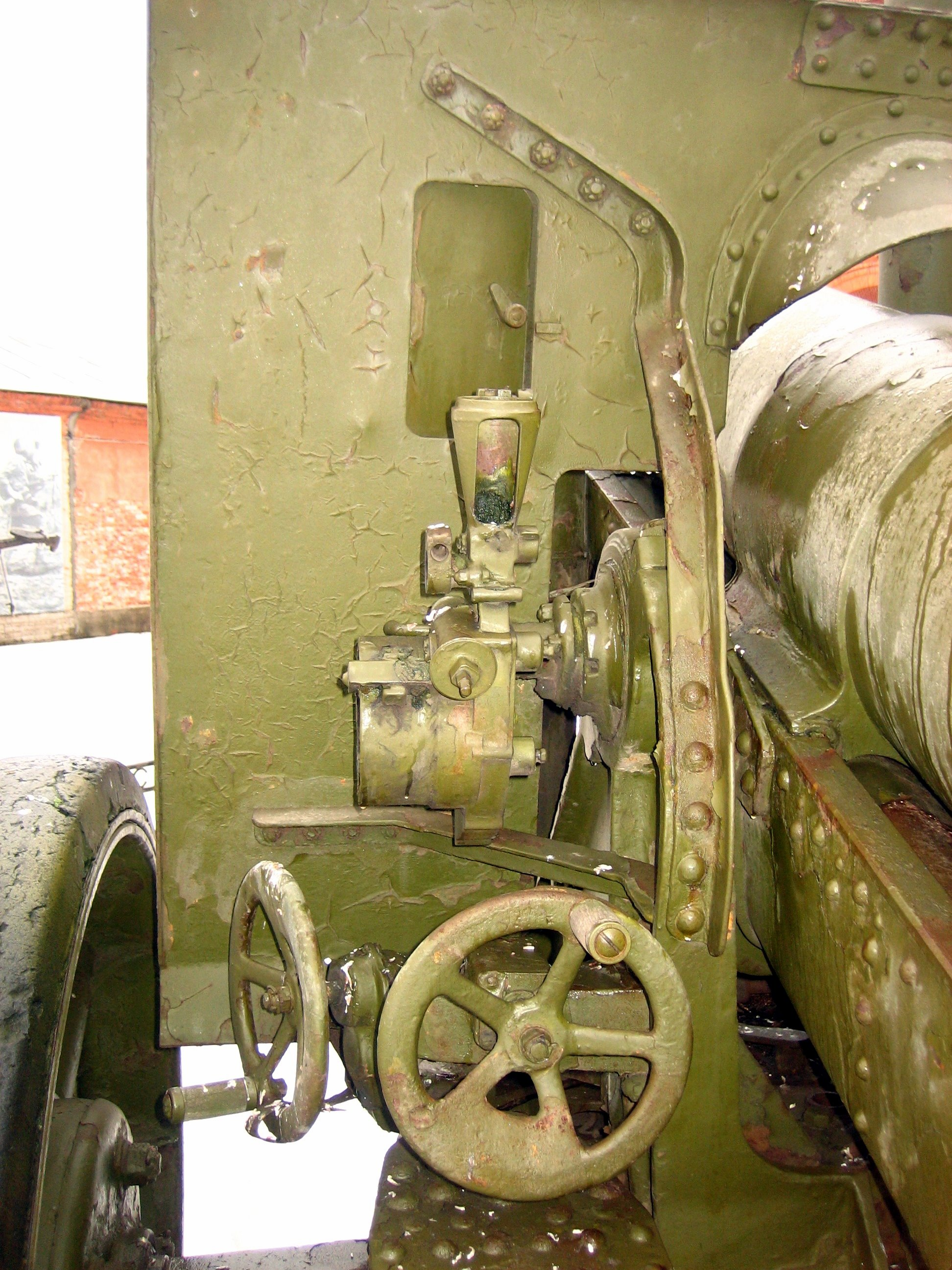
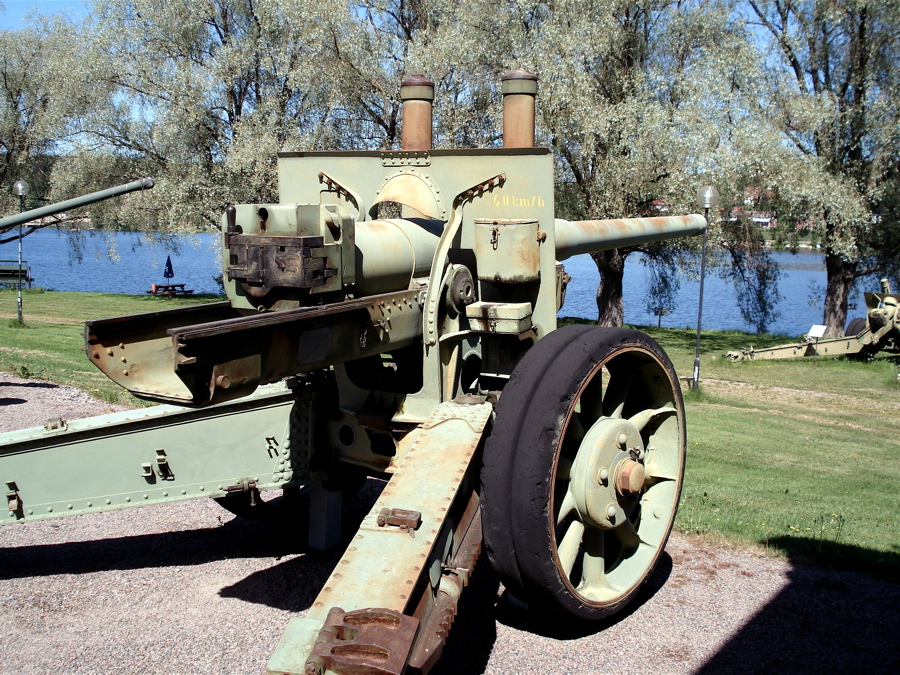

Il M1931 fu uno dei primi pezzi di artiglieria sovietici dotato di affusto a code divaricabili. Questo configurazione consentiva una maggiore stabilità ed un maggiore settore di brandeggio rispetto a quella a coda singola. La buona elevazione e la possibilità di utilizzare cariche progressive ne facevano un'arma flessibile e le sue caratteristiche balistiche ne facevano un cannone utile anche nel tiro diretto contro corazzati nemici. L'affusto aveva tuttavia alcuni limiti: il meccanismo di elevazione era lento ed inaffidabile; le ruote con semipneumatici pieni ne limitavano la mobilità. I problemi vennero poi risolti sull'affusto del M1931/37.
Poiché si tratta di un calibro atipico per le artiglieria campali occidentali della seconda guerra mondiale, è difficile la comparazione diretta con pezzi occidentali. Il 10,5 cm sK 18 tedesco era significativamente più leggero (5,64 t) pur avendo circa la stessa gittata (19 km), ma tirava un proietto più leggero (15 kg). Tardi durante la guerra i tedeschi lavorarono ad alcuni pezzi campali da 128 mm; uno di questi progetti, il 12,8 cm K 81/2, pesava 8,2 t ed era basato sull'affusto, pesantemente modificato, del ML-20 russo; poco si conosce delle sue caratteristiche e non entrò mai in produzione di serie.
Sia il British Army che l'U.S. Army impiegarono pezzi da 4.5 pollici (114 mm), rispettivamente il BL 4.5 in Medium Field Gun ed il 4.5 in M1, con caratteristiche simili, impieganti lo stesso munizionamento. L'M1, pesante 5,65 t, sparava granate da 24,9 kg ad una distanza massima di 19,3 km; tuttavia l'unico tipo di munizione disponibile era una granata ad alto esplosivo-frammentazione, con una carica di soli 2 kg.

## Varianti

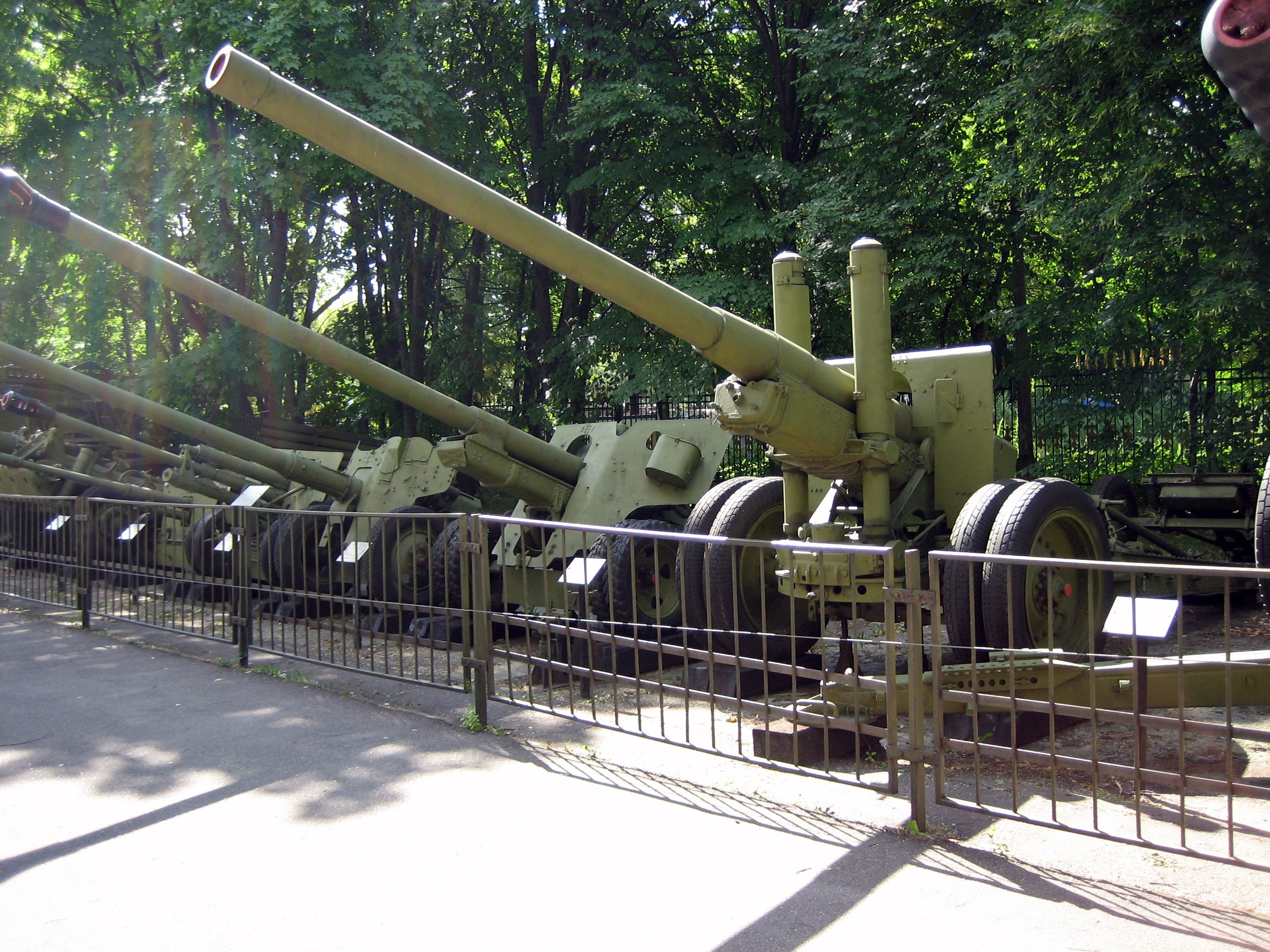
Un M1931 nel Museo centrale delle forze armate, Mosca. Notare le ruote tipo ML-20.

Come già detto, i pezzi di fine produzione differivano da quelli prodotti nei primi anni. I cannoni prodotti a partire dal 1936 avevano canne cerchiate invece che composite come gli esemplari precedenti; nel 1937 vennero introdotte modifiche costruttive all'otturatore; verso la fine della produzione, gli affusti ricevettero le stesse ruote pneumatiche del ML-20.
Oltre a queste differenze, il M1931 ebbe diverse varianti sperimentali. Nel 1933 iniziò lo sviluppo di un affusto con mobilità fuoristrada aumentata. L'affusto fu realizzato in due varianti, su cingoli e su grandi ruote da trattore; venne testato nel 1937 ma non si dimostrò abbastanza resistente.
Tra il 1933 ed il 1936 il cannone fu coinvolto in esperimenti con proiettili pre-rigati. Per questi esperimenti venne prodotta una speciale variante della canna. I test vennero bloccati a causa delle deficienze insite in questo tipo di proietto, soprattutto il complicato processo di caricamento e la scarsa precisione.
Un'altra variante, caricata con cartocci a sacchetto, venne testata nel 1937 ma non adottata.
L'affusto del M1931, praticamente identico, venne usato per il cannone da 152 mm M1910/34.
Alle varianti sovietiche si aggiungevano le citate varianti create nel dopoguerra dai finlandesi:
- 152 H 37-31 - con canna del ML-20,
- 152 H 88-31 - con canna da 152 mm L/32 della Vammas.

## Munizionamento
L'A-19 sparava munizioni separate a cartoccio bossolo, con 4 cariche propellenti progressive: piena, N. 1, N. 2 e N. 3 (la più piccola). Oltre alle proprie munizioni da cannone, l'A-19 poteva utilizzare anche le granate da obice da 122 mm, che tuttavia erano meno resistenti e non dovevano essere usate a carica piena; l'uso delle granate da obice in ferro acciaioso O-460A e O-462A era proibito.
| Munizionamento disponibile                     |         |          |                    |                           |             |
| Tipo                                           | Modello | Peso, kg | Peso carica HE, kg | Velocità alla volata, m/s | Gittata, km |
| Proiettili perforanti                          |         |          |                    |                           |             |
| АРНЕ                                           | BR-471  | 25,0     | 0,156              | 800                       | 4,000       |
| АРНЕВС (dall'inizio del 1945)                  | BR-471B | 25,0     |                    | 800                       | 4,000       |
| Proietti ad alto esplosivo ed a frammentazione |         |          |                    |                           |             |
| HE-Frammentazione, da cannone                  | OF-471H | 25,0     | 3,8                | 800                       | 19,800      |
| HE-Frammentazione, da cannone                  | OF-471  | 25,0     | 3,6                | 800                       | 19,800      |
| HE-Frammentazione, da obice                    | OF-462  | 21,7     | 3,67               | 765 (charge no. 1)        | 16,600      |
| HE-Frammentazione, da cannone                  | OF-471В |          |                    |                           |             |
| HE-Frammentazione, da cannone                  | OF-472  |          |                    |                           |             |
| Proietti antibunker                            |         |          |                    |                           |             |
| Antibunker, da cannone                         | G-471   | 25,0     | 2,2                | 800                       | 20,400      |
| Proietti a caricamento chimico                 |         |          |                    |                           |             |
| Frammentazione-chimica, da cannone             | OH-471  | 25,0     |                    | 800                       | 19,800      |
| Chimica, da obice                              | H-462   | 21,8     |                    | 705 (carica N. 2)         | 19,800      |

| Capacità di penetrazione |                          |                          |
| АРНЕВС BR-471B           |                          |                          |
| Distanza, m              | Angolo d'impatto 60°, mm | Angolo d'impatto 90°, mm |
| 500                      | 125                      | 155                      |
| 1.000                    | 120                      | 145                      |
| 1,500                    | 110                      | 135                      |
| 2.000                    | 100                      | 125                      |
| 3.000                    | 85                       | 105                      |
| APHE BR-471              |                          |                          |
| Distanza, m              | Angolo d'impatto 60°, mm | Angolo d'impatto 90°, mm |
| 500                      | 120                      | 150                      |
| 1.000                    | 105                      | 130                      |
| 1.500                    | 95                       | 115                      |
| 2,000                    | 80                       | 100                      |
| 3.000                    | 65                       | 75                       |